# ハンス・モドロウ
ハンス・モドロウ（ドイツ語: Hans Modrow, 1928年1月27日 - 2023年2月10日）は、ドイツの政治家。2007年からは左翼党の名誉議長を務めていた。ドイツ民主共和国（東ドイツ）の最後の共産系首相で、「東ドイツのゴルバチョフ」と呼ばれた。

## 経歴

### 東ドイツ時代
ヴァイマル共和政下のヤセニッツ（現ポーランド西ポモージェ県ポリツェ）生まれ。機械技師の職業訓練を受けたのち、第二次世界大戦末に短期間だけ国民突撃隊におり、ソ連軍に戦争捕虜として収容された。収容中ソビエト連邦の「反ファシズム学校」で教育を受ける。1952年から1953年にモスクワのコムソモール大学で学び、さらに1954年から1957年には党のカール・マルクス大学の通信教育を受け、学士号を取得。さらに1959年から1961年に東ベルリンのブルーノ・ロイシュナー経済大学の通信教育を受けて経済学士号を取得。1966年にはベルリン大学から経済学博士号を授与された。
1949年にソ連から帰国した後、東ドイツの支配政党である社会主義統一党（SED）に入党。その青年団組織である自由ドイツ青年団（FDJ）と自由ドイツ労働総同盟（FDGB）に参加し、FDJの中央評議会委員を務める。1954年に党のベルリン地区指導部委員に就任。1958年に人民議会議員に選出され、1990年の東ドイツ消滅まで務めた。1961年、ベルリン・ケペニック地区第一書記。のちベルリン地区党指導部の宣伝担当書記。1967年、党中央委員会委員に選出され、宣伝部で働く。1973年、SEDドレスデン地区地区委員会第一書記。1975年に祖国功労勲章、1978年にカール・マルクス勲章受章。1972年からは、人民議会の東ドイツ・日本友好議員連盟の会長を務めていた。

### ドイツ再統一とその後

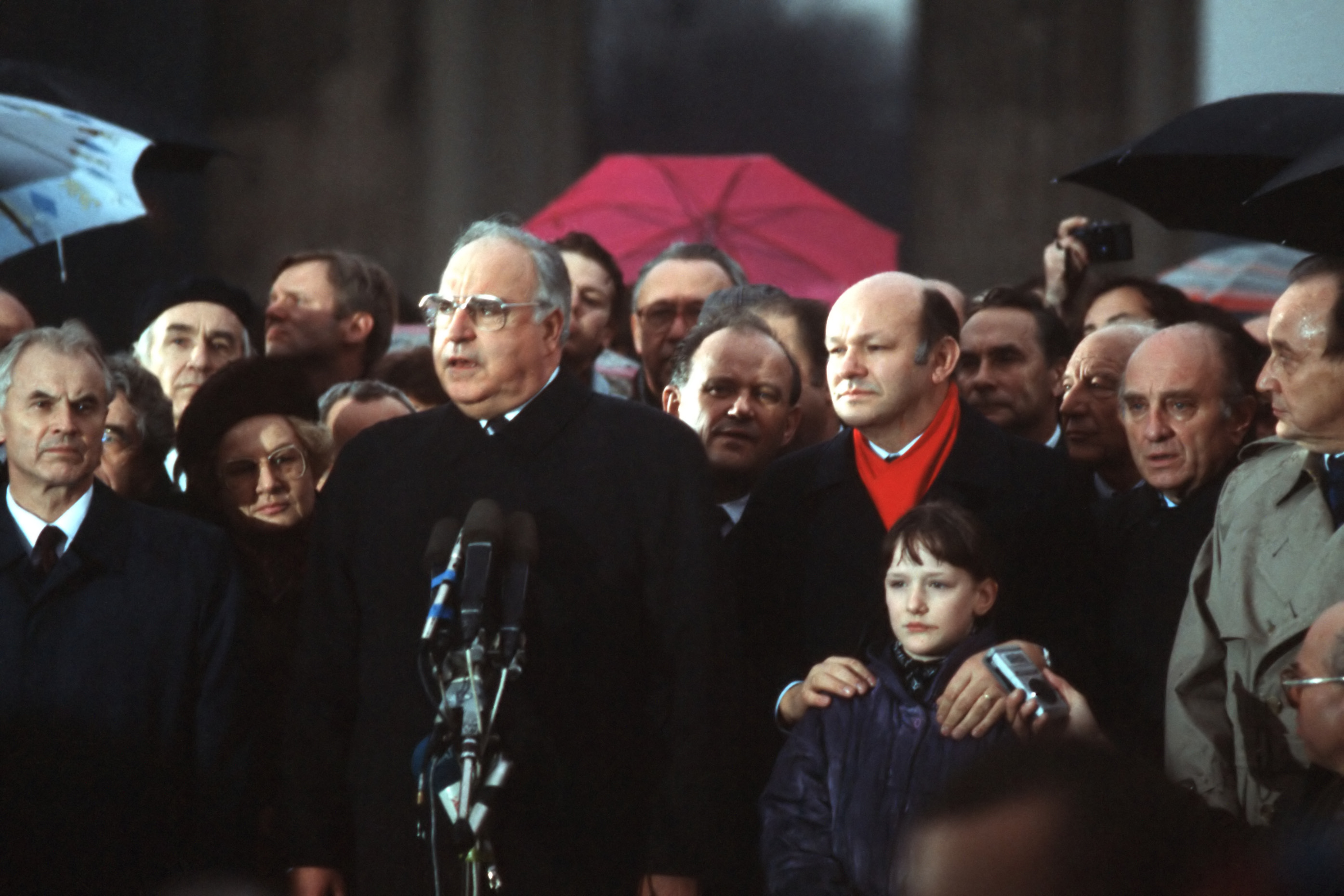
1989年12月22日、ベルリン・ブランデンブルク門の開通式におけるモドロウ（左端）と西ドイツ首相ヘルムート・コール（中央左）

東欧革命の影響で東ドイツ国内が不穏になっていた1989年10月4日、警察に命じてドレスデンのデモ隊を逮捕させた（のちに「中央からの指示だった」と釈明）が、5日後の10月9日に反政府派との対話集会を企画し、党内の改革派と目されるようになる。そのためソ連の指導者ミハイル・ゴルバチョフの支持を得ることに成功した。
東ドイツ国民の西側への流出が続く同年11月8日にSED政治局員に選出され、首相（閣僚評議会議長）のヴィリー・シュトフが辞任したことを受けて、翌日未明のベルリンの壁崩壊後の11月13日にその後継となった。
同年12月7日、SED党首の座からエゴン・クレンツを追放した後、モドロウが東ドイツの事実上の指導者となったものの、改名された民主社会党 (SED-PDS) の党首にはならず副党首になった。ベルリンの壁が崩壊し、体制が崩壊寸前の東ドイツを維持するべくモドロウは市民運動家との対話を試み、2月5日には円卓会議の代表者を無任所相として入閣させた。この内閣は自宅の建つ土地の所有権を認めるいわゆる「モドロウ法」を制定している。1990年3月18日に行われた人民議会初の（そして最後の）自由選挙では、キリスト教民主同盟(CDU(DDR))を主軸とする中道右派連合が勝利したため、首相を辞任。
翌年のドイツ再統一に際し、彼は人民議会現職議員として連邦議会に加わった。1993年、連邦裁判所は、1989年5月のドレスデン地方議会選に関連し、3つの選挙違反でモドロウを有罪としたが、後の連邦裁判所の再審でこの判決は取り消された。ドレスデン地裁の懲役9か月と罰金5,000マルクの判決は1995年に確定したが、時効扱いとなった。
1999年、欧州議会の議員に選出された。開発援助委員会に所属し、チェコとの欧州連合加盟交渉では責任者の一人となった。2004年の欧州議会選挙にはPDSのロタール・ビスキー議長の要請を受けて出馬せず、一期で終えた。2006年に雑誌のインタビューで「ベルリンの壁での死者への責任は壁の両側にある」「東ドイツとは社会主義発展の実験で、民主主義にとっても有意義なものだった」と述べて物議をかもした。

### 死去
2023年2月10日、脳卒中の為死去。翌11日に旧社会主義統一党の流れをくむ左翼党より死去が発表された。95歳没。

## 反省の弁
1990年に日本の海部俊樹首相がヨーロッパ諸国を訪問した際、予定が合わずモドロウとの会見は実現しなかった。だが後日、海部のもとにモドロウより書簡が届き、そこには「東ドイツ国民が西ドイツ国民に劣っているのではなく、国家建設のために選択した教科書が間違っていた。首相として心から反省している」と綴られていたという。

## 著作
- 『遠くて近い二つの国 東ドイツと日本』 （原題：Die DDR und JAPAN) 編著。翻訳：池田光義、木戸衛一、1983年 サイマル出版会 ISBN 978-4377306491)
- 『ドイツ、統一された祖国―旧東独首相モドロウ回想録』 （翻訳：山本寿一、宮川彰、真道邦宏、沼尻勲　1994年 八朔社 ISBN 978-4938571467)